# Nilsen Bay
Nilsen Bay är en vik i Antarktis. Den ligger i Östantarktis. Australien gör anspråk på området.